# Raïon de Kovel
Le raïon de Kovel (en ukrainien : Ковельський район, Kovelskyï raïon ; en russe : Ковельский район, Kovelski raïon) est une subdivision administrative de l'oblast de Volhynie, dans l'ouest de l'Ukraine. Son centre administratif est la ville de Kovel.

## Géographie
Le raïon s'étend sur 1 723 km2 dans le centre de l'oblast. Il est limité au nord par le raïon de Kamin-Kachyrskyï, à l'est par le raïon de Manevytchi, au sud par le raïon de Rojychtche et à l'ouest par le raïon de Touriïsk et le raïon de Stara Vyjivka.

## Histoire
Le raïon de Kovel a été créé le 17 janvier 1940. À la suite de la réforme administrative de 2020 en Ukraine, qui a réduit le nombre de raïons, le raïon de Kovel a absorbé les raïons de Stara Vyjivka, Touriïsk, Ratne, Liouboml et Chatsk.

## Lieux d'intérêt
Le parc national de Chatsk.

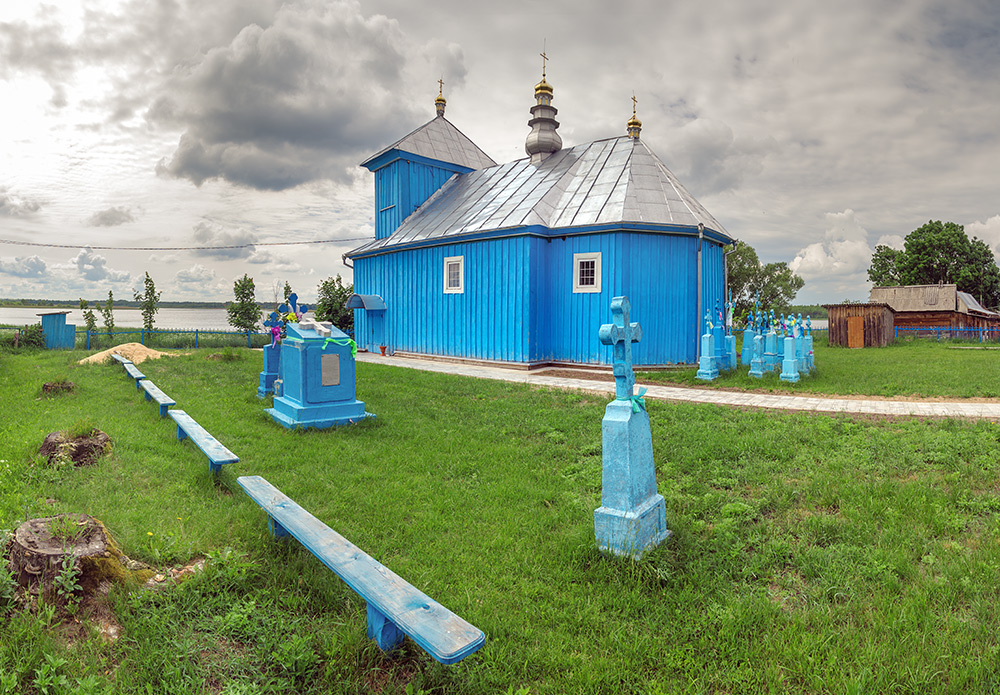
Eglise ste-Barbe, classée[1] à Ostrivia,
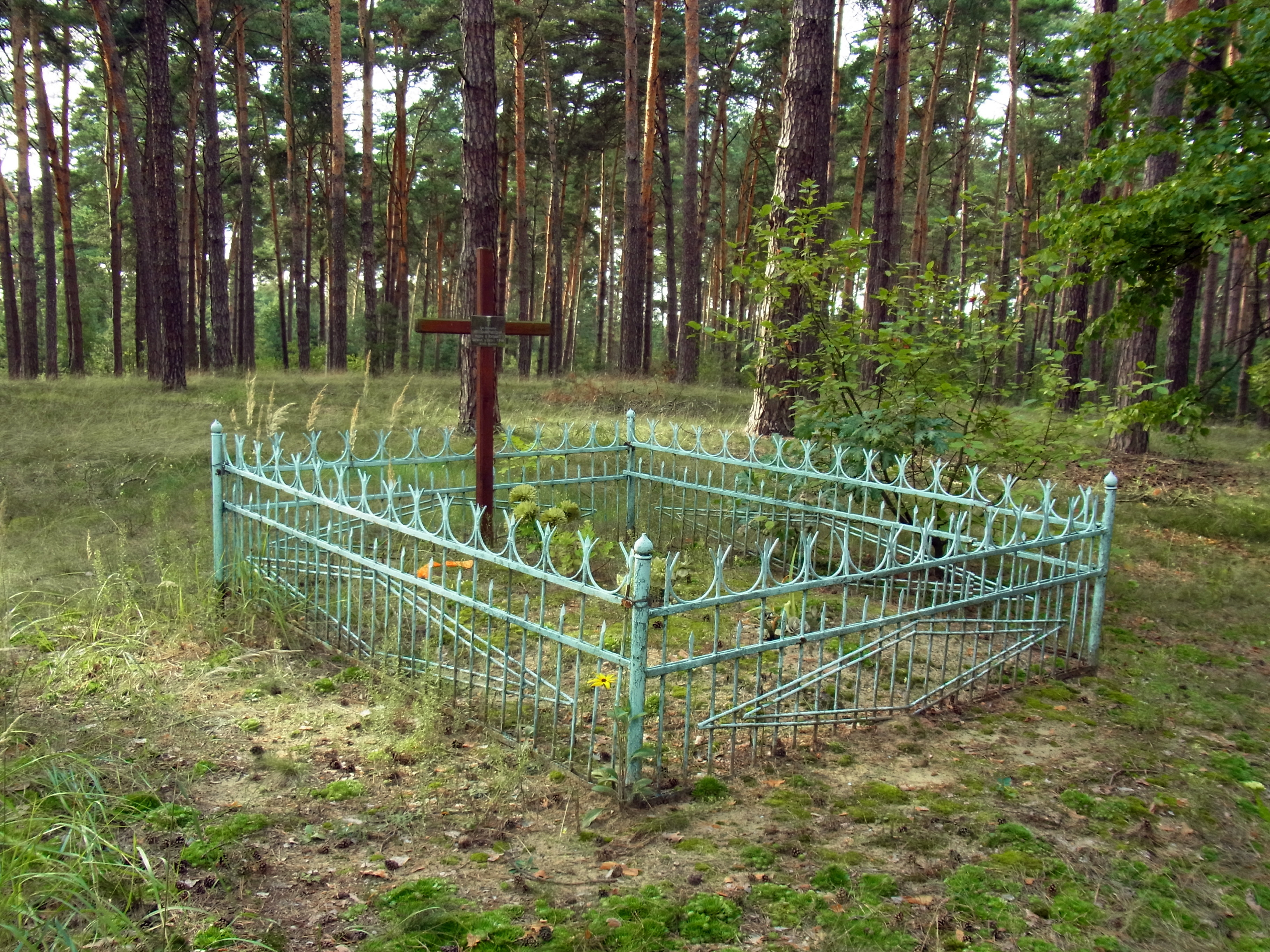
au soldat inconnu, Poulemets, classée
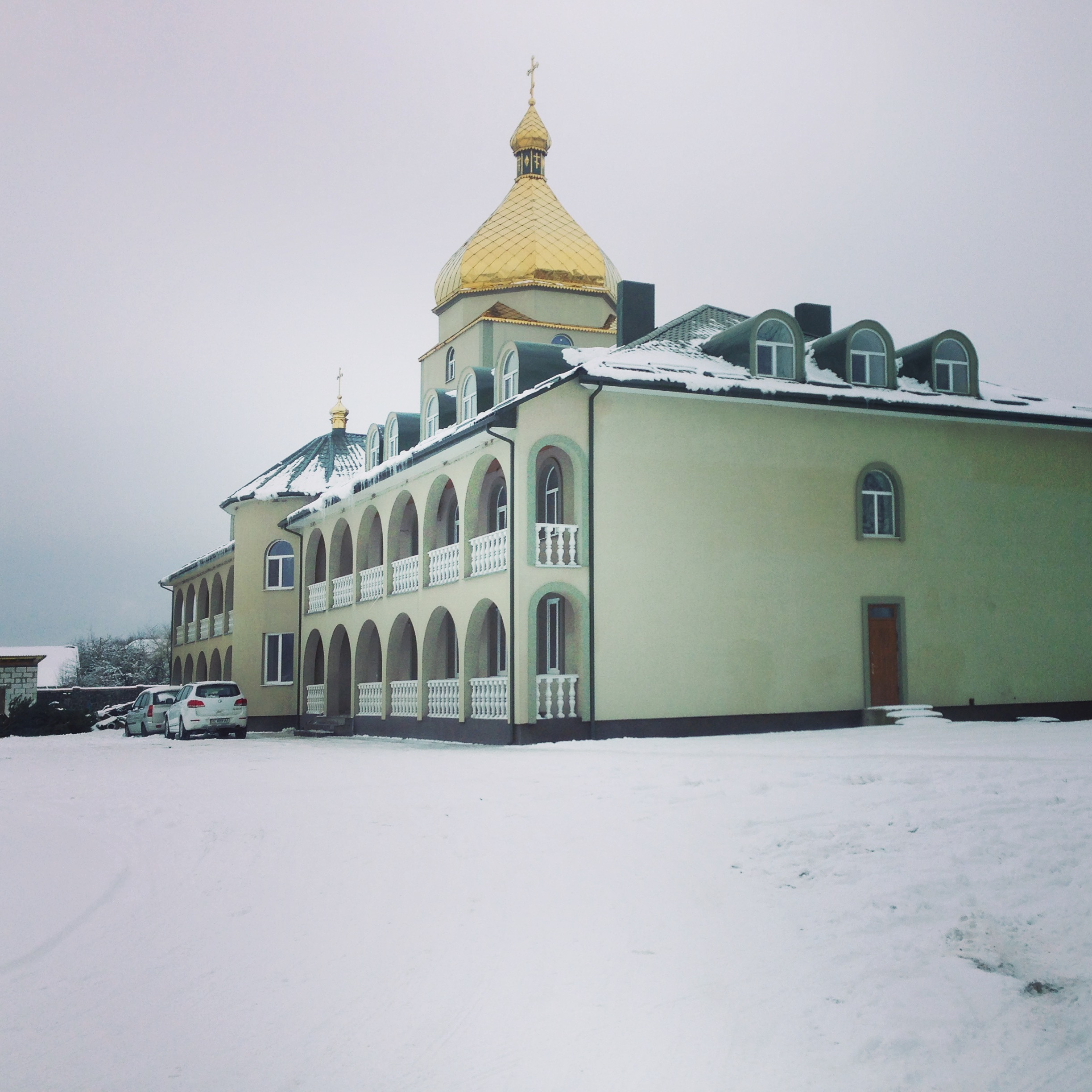
monastère de Svitiaz et l'église Pierre et Paul, classée[3].

## Population

### Démographie
Recensements (*) ou estimations de la population :
| 1959*  | 1970*  | 1979*  | 2009   | 2010   | 2011   |
| ------ | ------ | ------ | ------ | ------ | ------ |
| 48 785 | 53 439 | 48 543 | 40 973 | 40 758 | 40 675 |

### Villes
Le raïon ne compte aucune ville — son centre administratif, la ville de Kovel, n'en fait pas partie — et deux communes urbaines : Holoby et Lioublynets. On y trouve Povorsk.